# Voisin III
Voisin III fue un  avión francés biplaza con estructura metálica, utilizado como bombardero ligero y avión de ataque a tierra, en la Primera Guerra Mundial.
El Voisin III fue uno de los primeros aviones de su clase y fue el primer avión de los aliados en la Primera Guerra Mundial en abatir un avión enemigo (5 de octubre de 1914).

## Características
La primera versión del Voisin III fue accionado por un motor Salmson M9, de 120 CV, más tarde fue utilizado un motor de 130 CV, tenía una autonomía de vuelo de 200 km, la velocidad máxima que podía desarrollar era de 105 km/h.
Los aviones estaban armados con una ametralladora Hotchkiss M1914 en el fuselaje, operada por un observador de pie y transportaba hasta 60 kg de bombas.

## Historia operacional
A principios de la guerra, el Voisin III se convirtió en el más común de los aviones de ataque, de los aliados. Un gran número fueron adquiridos por la Fuerza Aérea francesa y la Flota Aérea Militar Imperial rusa, Bélgica y Rumania ; además fueron construidos bajo licencia en Rusia, Italia, y Reino Unido.
Al igual que muchas otras aeronaves de su época, Voisin III era un avión multipropósito, por lo que fue utilizado para ataques al suelo, bombardeo y reconocimiento.